# Krull
Krull är en brittisk-amerikansk science fiction- och fantasyfilm från 1983 med Ken Marshall och Lysette Anthony i huvudrollerna. Filmen regisserades av Peter Yates, producerades av Ron Silverman och distribuerades av Columbia Pictures. I tidiga roller återfinns Liam Neeson och Robbie Coltrane.

## Handling
Planeten Krull invaderas av en varelse som heter "Odjuret" och hans soldater. De färdas i ett bergsliknande rymdskepp som kallas "Den svarta fästningen". Prins Colywn och Prinsessan Lyssa vill ingå ett äktenskap för att skapa en allians mellan deras rivaliserande kungadömen för att tillsammans kunna stå emot Odjurets armé. Enligt en profetia ska Lyssa föda ett barn som skall härska över hela galaxen. Odjurets soldater anfaller bröllopet och de båda rikenas kungar dödas. Kungadömenas arméer förgörs och prinsessan kidnappas.
Prins Colwyn är den enda överlevande efter anfallet. Han hittas och återställs av den gamla mannen Ynyr och ger sig därefter ut för att rädda Lyssa och döda Odjuret.

## Rollista
- Ken Marshall som Colwyn
- Lysette Anthony (röst dubbad av Lindsay Crouse) som Lyssa
- Freddie Jones som Ynyr
- Francesca Annis som The Widow of the Web
- Alun Armstrong som Torquil
- David Battley som Ergo
- Bernard Bresslaw som Rell
- Liam Neeson som Kegan
- Robbie Coltrane som Rhun
- John Welsh som Seer
- Graham McGrath som Titch
- Tony Church som Turold
- Bernard Archard som Eirig
- Belinda Mayne som Vella
- Dicken Ashworth som Bardolph
- Todd Carty som Oswyn
- Clare McIntyre som Merith
- Bronco McLoughlin som Nennog
- Andy Bradford som Darro
- Gerard Naprous som Quain
- Bill Weston som Menno

## Mottagande
Krull fick blandad kritik; på recensionssajten Rotten Tomatoes ligger den på 35% positiva recensioner, med totalt 17 olika recensioner. Filmen spelade bara in $16,5 miljoner dollar i Nordamerika och lyckades inte spela in sin budget på uppskattade $27 miljoner dollar. Filmen har fått en viss status som kultfilm flera år efter att den släppts.